# Gralla
Gralla är en ort och kommun i Österrike. Den ligger i distriktet Leibnitz i förbundslandet Steiermark.